# 後藤田健介
後藤田 健介（ごとうだ けんすけ、1990年12月8日 - ）は、千葉県松戸市出身の陸上競技選手・指導者。専門は長距離種目。

## 人物･略歴
埼玉栄高等学校で本格的に陸上競技を始める。全国高校駅伝には3年連続で出場し、3年生の時には3位入賞した。
高校卒業後は駒澤大学に進学し、箱根駅伝に4年連続で出場した。4年生の時には復路最終区の10区で区間賞を獲得し、同期の千葉健太(6区区間賞)・上野渉(9区区間賞)とともにチームを復路優勝に導いた。
箱根駅伝後、就職先が決まらない状況だったが、実業団駅伝参入に際し選手の人数不足だったDeNAランニングクラブに創部メンバーとして加入が決定した。2018年度をもって退部・引退。一般企業を経て、2021年からはラフィネランニングスタイルでアドバイザーを務める。

## 記録

### 自己ベスト
- 5000m :14分04秒28（2010年）
- 10000m ：28分36秒66（2016年）
- ハーフマラソン : 1時間03分49秒（2012年）
- マラソン : 2時間22分24秒（2015年）

### 駅伝成績
| 年   | 大会                               | 区間 | 距離      | 順位     | 記録          | 備考                  |
| ---- | ---------------------------------- | ---- | --------- | -------- | ------------- | --------------------- |
| 2006 | 第57回全国高等学校駅伝競走大会     | 3区  | 8.1075 km | 区間9位  | 24分51秒      | 埼玉栄高校12位        |
| 2007 | 第58回全国高等学校駅伝競走大会     | 1区  | 10.0 km   | 区間13位 | 30分17秒      | 埼玉栄高校4位         |
| 2008 | 第59回全国高等学校駅伝競走大会     | 1区  | 10.0 km   | 区間7位  | 30分11秒      | 埼玉栄高校3位         |
| 2009 | 第41回全日本大学駅伝対校選手権大会 | 7区  | 11.9 km   | 区間4位  | 36分28秒      | 駒澤大学7位           |
| 2010 | 第86回東京箱根間往復大学駅伝競走   | 1区  | 21.4 km   | 区間18位 | 1時間05分14秒 | 駒澤大学2位           |
| 2010 | 第42回全日本大学駅伝対校選手権大会 | 5区  | 11.6 km   | 区間7位  | 35分03秒      | 駒澤大学2位           |
| 2011 | 第87回東京箱根間往復大学駅伝競走   | 10区 | 23.1 km   | 区間3位  | 1時間10分25秒 | 駒澤大学3位           |
| 2012 | 第88回東京箱根間往復大学駅伝競走   | 10区 | 23.1 km   | 区間5位  | 1時間11分18秒 | 駒澤大学2位           |
| 2013 | 第89回東京箱根間往復大学駅伝競走   | 10区 | 23.1 km   | 区間賞   | 1時間10分49秒 | 駒澤大学3位(復路優勝) |
| 2015 | 第59回全日本実業団対抗駅伝競走大会 | 6区  | 12.5 km   | 区間10位 | 38分28秒      | DeNA6位(初入賞)       |
| 2017 | 第61回全日本実業団対抗駅伝競走大会 | 1区  | 12.3 km   | 区間21位 | 35分36秒      | DeNA7位               |
| 2018 | 第62回全日本実業団対抗駅伝競走大会 | 5区  | 15.8 km   | 区間9位  | 48分58秒      | DeNA6位               |